# Il contadinello
Il contadinello è un dipinto di Amedeo Modigliani (100x65 cm), realizzato nel 1918. Oggi l'opera è conservata alla galleria Tate Modern di Londra.